# Franz Hetzenauer
Franz Hetzenauer (* 25. Februar 1911 in Kufstein; † 31. Oktober 2006 in Innsbruck) war ein österreichischer Staatsanwalt und Politiker (ÖVP).

## Leben
Hetzenauer beantragte am 13. Dezember 1938 die Aufnahme in die NSDAP und wurde zum 1. November 1939 aufgenommen (Mitgliedsnummer 7.252.200). Von 1956 bis 1969 Abgeordneter zum Nationalrat, von 1963 bis 1966 Staatssekretär im Bundesministerium für Justiz und von 1966 bis 1968 Bundesminister für Inneres. Hetzenauer war auch Mitglied der gymnasialen, katholischen Studentenverbindung Cimbria Kufstein im MKV und der akademischen, katholischen Studentenverbindung Vindelicia Innsbruck im ÖCV. 
Franz Hetzenauer starb am 31. Oktober 2006 in Innsbruck.

## Auszeichnungen
- 1968: Großes Goldenes Ehrenzeichen am Bande für Verdienste um die Republik Österreich[3]